# Beccariophoenix
Beccariophoenix es un género con 2 especies de plantas con flores perteneciente a la familia  de las palmeras Arecaceae.  El género está estrechamente relacionado con el género Cocos y en particular Beccariophoenix alfredii es similar en apariencia a la palma de coco. 

## Descripción
Las palmas de este grupo tienen troncos solitarios. Los capiteles no están presentes en el género; las hojas son pinnadas de 2-5 m de largo. El término de palma "cristal" viene de los foliolos de las plantas más jóvenes que están sólo parcialmente divididas entre sí, donde parece que hay "ventanas" en las hojas entre las valvas. Los especímenes mayores no muestran este detalle.

## Taxonomía
El género fue descrito por Jum. & H.Perrier y publicado en Annales de la Faculte des Sciences de Marseille 23(2): 34. 1915.
Etimología
Beccariophoenix: nombre genérico compuesto que fue otorgado en honor de Odoardo Beccari, explorador y botánico italiano y el sufijo phoenix = palmera. 

## Especies
- Beccariophoenix alfredii
- Beccariophoenix madagascariensis